# Hydrożel
Hydrożel – żel, w którym fazą rozproszoną jest woda. Jako fazę formującą (substancję żelującą) stosuje się rozmaite polimery – zarówno naturalne, jak i modyfikowane oraz sztuczne. Przykładem hydrożelu jest galaretka z żelatyny.

## Zastosowanie hydrożeli
- Do produkcji leków i kosmetyków. Hydrożele zawierające rozpuszczoną lub zawieszoną w podłożu substancję aktywną są często stosowane w farmacji i kosmetyce. Są wygodniejsze w użyciu niż maści, gdyż nie pozostawiają na skórze tłustej warstwy i można je zmywać wodą. Mają również bardziej estetyczny wygląd i najczęściej nie są tak brudzące jak maści. Hydrożele będące lekami stosuje się na skórę, błony śluzowe, doodbytniczo, dopochwowo, do nosa lub do oka. Hydrożele znajdują także zastosowanie w technologii innowacyjnych postaci leku.
- Do sporządzania opatrunków na rany. Dzięki właściwościom absorpcyjnym mogą chłonąć wydzielinę z ran, przyspieszając i ułatwiając gojenie.
- Do produkcji mydeł. Nadają mydłom odpowiednią konsystencję.
- Do produkcji soczewek kontaktowych, implantów chirurgicznych (m.in. implantów piersi), cewników, membran do sztucznych nerek.
- Do immobilizowania (unieruchamiania) komórek w badaniach laboratoryjnych.
- W koloniach komórkowych, jako podłoże, w którym rozpuszczona jest pożywka.
- Hydrożele syntetyczne (polimery kwasu akrylowego, alkoholu poliwinylowego bądź politlenku etylu) jako tzw. agrożele w leśnictwie i ogrodnictwie. Hydroabsorbent jako substancja magazynująca wodę pozwala na zmniejszenie kosztów związanych z utrzymaniem roślin, zwiększa przeżywalność nasadzonych roślin oraz pozwala na bezinwazyjne zabezpieczenie sadzonek różnego rodzajami szczepionkami mającymi na celu zapewnienie lepszego rozwoju roślin.
- Żele krzemionkowe jako osuszacza powietrza czy gazów przemysłowych (z pary wodnej, par olejów czy gazów w eksykatorach), jako nośnika katalizatorów i wypełniacza w przemyśle gumowym oraz jako żwirków higienicznych dla kotów.

## Substancje żelujące używane w produkcji hydrożeli

### Hydrożele organiczne
Polisacharydy naturalne
- agar
- karragen
- guma akacjowa
- alginian sodu
- pullulan
- dekstran

Pochodne węglowodanów
- hydroksyetyloceluloza (HEC)
- hydroksypropylometyloceluloza
- metyloceluloza (MC)

Białka
- żelatyna
- fibryna
- kolagen

Polimery syntetyczne
- karbomer (karbopol)
- poli(alkohol winylowy)
- poliwidon
- polisiloksan
- polifosfazen

Inne
- chitozan
- kwas hialuronowy

### Hydrożele nieorganiczne
- bentonit
- żel krzemionkowy
- krzemian glinowo-magnezowy

## Hydrożele inteligentne
Obok klasycznych układów hydrożelowych wyróżnia się również hydrożele wrażliwe na bodźce, zwane także hydrożelami inteligentnymi (ang. smart hydrogels). Tego typu materiały zmieniają swoje właściwości w odpowiedzi na różnego rodzaju bodźce, takie jak temperatura, pH, światło, pole elektryczne, pole magnetyczne, siła jonowa, ultradźwięki, a także bodźce biologiczne – enzymy lub przeciwciała. 
Ze względu na swoje unikatowe właściwości znajdują zastosowanie w technologii innowacyjnych postaci leku, pozwalając na otrzymanie systemów terapeutycznych, uwalniających substancję czynną w sposób wysoce kontrolowany; możliwe jest m.in. zdalne sterowanie profilem uwalniania leku z systemu za pomocą specyficznego bodźca zewnętrznego.